# Johan Niclas Cahman
Johan Niclas Cahman (* um 1670 in Flensburg; † 18. Juni 1737) war ein schwedischer Orgelbauer. Er war Mitglied der schwedischen Orgelbauerfamilie Cahman. Er war der Sohn des Orgelbauers Hans Henric Cahman.

## Leben und Werk
Johan Niclas Cahman wurde in den 1670er Jahren in Flensburg geboren. Sein Vater Hans Henric Cahman erlernte als Geselle den Orgelbau bei Hans Christoph Fritzsche, dem Sohn des bekannten Orgelbauers Gottfried Fritzsche, in Hamburg. Johan Niclas Cahman wurde so bei seinem Vater in der norddeutschen Orgelbautradition ausgebildet. 1685 zog die Familie nach Landskrona und 1688 nach Växjö in Schweden.
Johan Niclas Cahman baute 1699 nach dem Tod seines Vaters Hans Henric Cahman mit dessen Bruder Johann Herrmann Cahman die von Hans Henric in Stockholm begonnenen Orgeln der Sankt Jakobs- und der Riddarholms-Kirche zu Ende.  1700 zog er nach Västerås und baute dort die Domkirchenorgel. Neben zahlreichen weiteren Orgelwerken baute er die Orgel für die Domkirche von Upsala mit 40 Registern. Die Orgel, die dort sein Vater gebaut hatte, war 1702 einem Brand zum Opfer gefallen.